# Ma Đa Guôi (xã)
Ma Đa Guôi là một xã thuộc huyện Đạ Huoai, tỉnh Lâm Đồng, Việt Nam.

## Địa lý
Xã Ma Đa Guôi có vị trí địa lý:
- Phía đông giáp thị trấn Ma Đa Guôi
- Phía tây và phía nam giáp tỉnh Đồng Nai
- Phía bắc giáp giáp xã Đạ Oai.

Xã Ma Đa Guôi có diện tích 20,46 km², dân số năm 2022 là 4.861 người, mật độ dân số đạt 237 người/km².

## Hành chính
Xã Ma Đa Guôi được chia thành 6 thôn: 1, 2, 3, 4, 5, 6.

## Lịch sử
Ngày 21 tháng 1 năm 2020, HĐND tỉnh Lâm Đồng ban hành Nghị quyết số 166/NQ-HĐND về việc:
- Sáp nhập một phần Thôn 6 vào Thôn 3.
- Sáp nhập Thôn 7 và Thôn 8 vào phần còn lại của Thôn 6.